# Črenšovci
Črenšovci (mađarski: Cserföld)) je naselje i središte istoimene općina u sjevernoj Sloveniji. Črenšovci se nalaze u južnom dijelu pokrajine Prekmurje na granici s Hrvatskom.

## Stanovištvo
Prema popisu stanovništva iz 2002. godine Črenšovci su imali 1.181 stanovnika.

## Poznate osobe
- Vilmoš Tkalec slovenski socijaldemokrat, učitelj, kantor i vojnik te vladar Republike Prekmurje.
- Jakob Sabar rimokatolički svećenik i vjerski pisac u slovenskom Prekmurju, rođen u Hrvatskom Židanu u Gradišću.
- Jožef Klekl (političar) rimokatolički svećenik, pisac, političar, slovenski voditelj Prekmurja
- Josip Margitaj međimurski mađaron i pisac

## Vanjske poveznice
- Satelitska snimka naselja, plan naselja  Arhivirana inačica izvorne stranice od 29. srpnja 2017. (Wayback Machine)